# 健康路 (郑州)
健康路是一条位于河南省郑州市南北走向的道路，是以体育服饰、体育用品为特色的商业街。健康路上汇集了包括国内外众多体育服装名牌和户内、户外运动的器具专卖店等上百家大小体育用品类商店。健康路夜市通常在傍晚6点开市，夜市的产品比较便宜。